# Csismi járás
A Csismi járás (oroszul: Чишминский район, baskír nyelven Шишмә районы) Oroszország egyik járása a Baskír Köztársaságban. Székhelye Csismi város.

## Népesség
- 1970-ben 53 766 lakosa volt, melyből 31 091 tatár (57,8%), 5 751 baskír (11,7%).
- 1989-ben 45 437 lakosa volt, melyből 27 618 tatár (68,8%), 5 788 baskír (12,7%).
- 2002-ben 52 663 lakosa volt, melyből 27 889 tatár (52,96%), 10 918 orosz (20,73%), 9 934 baskír (18,86%), 1 780 ukrán, 980 mordvin, 278 csuvas.
- 2010-ben 52 344 lakosa volt, melyből 28 599 tatár (55%), 10 489 orosz (20,2%), 9 735 baskír (18,7%), 1 295 ukrán, 779 mordvin, 274 csuvas, 70 mari, 58 fehérorosz, 18 udmurt.

| Lakosok száma | 64 973 | 53 562 | 45 437 | 52 834 | 52 344 | 52 202 | 52 834 | 52 733 | 54 179 | 51 295 |
|               | 1939   | 1970   | 1989   | 2008   | 2010   | 2012   | 2014   | 2016   | 2018   | 2021   |